# Kassina cassinoides
Espèce
Synonymes
- Hylambates cassinoides Boulenger, 1903

Statut de conservation UICN

 LC  : Préoccupation mineure
Kassina cassinoides est une espèce d'amphibiens de la famille des Hyperoliidae.

## Répartition
Cette espèce se rencontre en Afrique de l'ouest :
- dans l'ouest de la Gambie ;
- dans le sud du Mali ;
- au Burkina Faso ;
- dans le nord de la Côte d'Ivoire ;
- dans le nord du Togo ;
- dans le nord du Ghana ;
- dans le nord du Bénin ;
- dans le nord du Cameroun.

Elle pourrait être présente en Guinée, en Guinée-Bissau, au Niger et au Nigeria.

## Publication originale
- Boulenger, 1903 : Descriptions of new batrachians in the British Museum. Annals and Magazine of Natural History, sér. 7, vol. 12, p. 552-557 (texte intégral).